# Archimède le clochard
Pour les articles homonymes, voir Archimède (homonymie).
Pour plus de détails, voir Fiche technique et Distribution.
Archimède le clochard est un film franco-italien réalisé par Gilles Grangier, sorti le 8 avril 1959.
Le scénario est d'Albert Valentin, mais l'idée en est de Jean Gabin lui-même et mention en est faite au générique sous la forme « d’après une idée originale de Jean Moncorgé ».

## Synopsis
Archimède, un clochard atypique se refusant à dormir sous les ponts, décide pour passer l'hiver de se faire enfermer en prison.
À cette fin et après plusieurs essais infructueux, il décide de mettre à sac son bistrot favori. 
Mais, malgré tous ses efforts, son temps de prison est bien trop court à son goût. Relâché, il va bien falloir trouver une solution pour passer l'hiver au chaud.
Entre-temps, son bistrot a changé de propriétaire et le nouveau patron n'est pas aussi docile que l'ancien. Mais Archimède, bien né et très cultivé, a plus d'un tour dans son sac.

## Fiche technique
- Titre : Archimède le clochard
- Réalisation : Gilles Grangier ; assistant : Jacques Deray
- Scénario : Albert Valentin, d’après une idée originale de Jean Moncorgé[1]
- Adaptation : Michel Audiard, Gilles Grangier et Albert Valentin
- Dialogues : Michel Audiard
- Décors : Jacques Colombier, assistants : Jacques Saulnier, Marc Frederix
- Photographie : Louis Page
- Son : Pierre Calvet
- Montage : Jacqueline Thiédot, assistée de Colette Charbonneau
- Musique originale : Jean Prodromidès
- Chanson Ma Miette accompagnée par R. Trabucco et C. Verstraten
- Maquillage : Marcel Bordenave, Yvonne Gasperina
- Photographe de  plateau : Marcel Dole
- Production : Jean-Paul Guibert pour Filmsonor et Intermondia Films (Paris) ; Pretoria Films (Rome)
- Distribution : Cinédis
- Tournage dans les studios Éclair du 29 octobre au 19 décembre 1958. En extérieur à Maisons-Alfort, cité de Château-Gaillard, anciennement domaine de Charentonneau, pour les scènes dans l’immeuble en construction. À Alfortville pour la scène du début du film près de l’entrée de l’usine. Dans plusieurs rues de Paris, notamment un immeuble place Rodin (16e arrondissement) dans lequel Archimède pénètre pour rapporter Patricia, la petite chienne de Mme Marjorie (Jacqueline Maillan). À Cannes, pour la scène sur la plage.
- Tirage : laboratoires Éclair - enregistrement Optiphone
- Pays :  France -  Italie
- Format : Noir et blanc - Son mono - 35 mm
- Durée : 79 minutes
- Genre : Comédie
- Date de sortie : 8 avril 1959
- Visa d’exploitation : 21352

## Distribution
- Jean Gabin : Joseph, Hugues Guillaume Boutier de Blainville dit « Archimède »
- Darry Cowl : Arsène, un clochard
- Julien Carette : Félix, le clochard aux chiens
- Bernard Blier : M. Pichon, nouveau patron du café
- Dora Doll : Mme Lucette Pichon
- Paul Frankeur : M. Grégoire, l'ancien patron
- Gaby Basset : Mme Grégoire
- Jacqueline Maillan : Mme Marjorie
- Sacha Briquet : Jean-Loup, « l'Anglais », chez Mme Marjorie
- Noël Roquevert : le commandant Brossard, à la retraite
- Guy Decomble : le chef de station de la RATP
- Albert Dinan : le restaurateur
- Léonce Corne : M. Séraphin, l'assureur
- Bernard Lajarrige : un poissonnier
- Paul Mercey : Camille, le patron du bar
- Jacques Marin : Mimile, un habitué du café
- Gabriel Gobin : le Breton, un habitué du café
- Gaston Ouvrard : un clochard
- Bernard Musson : le domestique de Mme Marjorie
- Philippe Mareuil : le client mécontent
- Pierre Leproux : un homme-sandwich
- Marcel Perès : un homme-sandwich
- Jacques Couturier : un homme-sandwich
- François Joux : le chef de chantier
- Charles Bouillaud : le greffier de la prison
- Charles Blavette : le gendarme Cannois
- Bruno Balp : le poissonnier sur le marché
- Henri Coutet : un gardien de prison
- Hans Verner : le consommateur allemand
- Denise Péronne : une invitée chez Mme Marjorie
- Édouard Francomme : le clochard sur le marché
- Jean Degrave : l'avocat d'Archimède
- Paul Faivre : le clochard barbu
- Paul Bonifas : le vendeur de vin
- Georges Lycan : le vendeur d'os
- Van Doude : Christian, un invité chez Mme Marjorie
- Pierre Mirat : l'ouvrier du gaz
- Pierre Collet : le gendarme Dupont
- Jimmy Perrys : un spectateur au défilé
- R. Trabucco : accompagnateur
- Verstraten : accompagnateur
- Georges Demas : un ouvrier des halles
- Jean Bérard : Nez d'Bœuf, un agent
- Gilles Grangier : lui-même achetant le journal (caméo)
- Philippe Dumat : un agent cycliste
- Gisèle Grimm : une invitée chez Mme Marjorie
- René Alié : un invité chez Mme Marjorie
- René Worms : un spectateur au défilé
- Marcel Bernier : un homme du quartier
- Robert Mercier : un homme aux halles
- Albert Daumergue : un homme au restaurant
- Jacky Blanchot : un agent
- Marc Arian : un clochard
- Edy Debray : un clochard
- Lucien Camiret
- Marcel Journet

## Autour du film
Vers la 36e minute du film, Archimède trinque en disant, « rentrons ça avant qu’y'n pleuve ». On trouve la même réplique dans la bouche de Jeannot qu’interprète également Gabin dans La Belle Équipe vers la 17e minute.
Lors de la scène finale, le personnage qu'interprète Gabin répète « Garde à vous... Repos... » avec l'ancien combattant Brossard interprété par Noël Roquevert, il fera de même avec Louis de Funès dans Le Tatoué quelques années plus tard, lors de la scène du lever des couleurs.
Au box-office, le film a attiré 4 073 891 spectateurs en France lors de sa sortie.
Gaby Basset a été l'épouse de Jean Gabin de 1925 à 1930 et Dora Doll a eu une liaison avec lui pendant deux ans à partir de 1954.

## Récompenses
Au Festival international du film de Berlin de 1959, Jean Gabin remporta l'Ours d'argent pour son interprétation du clochard Archimède et Gilles Grangier fut nommé à l'Ours d'or du meilleur film.